# Who Are You? (Buffy the Vampire Slayer)
Who Are You? conocido como ¿Quien eres tu? tanto en España como América Latina es el decimosexto episodio de la cuarta temporada de Buffy the Vampire Slayer. La narración sigue tres historias que se unen al final del episodio; la historia del intercambio de cuerpos de Buffy Summers y Faith Lehane, la historia de Willow Rosenberg y Tara Maclay, y la historia de Adam.

## Argumento
En casa de las Summers la policía investiga la pelea. Se llevan a Faith (Eliza Dushku), que en realidad es Buffy (Sarah Michelle Gellar), para interrogarla. Mientras, Faith se da un baño en el cuerpo de Buffy y practica ante un espejo, burlándose de gestos y frases de Buffy. Buffy despierta en el hospital en el cuerpo de Faith, pero cuando intenta irse le suministran sedantes.
En la habitación de Tara (Amber Benson), Willow (Alyson Hannigan) le explica que no le ha presentado a sus amigos todavía porque quiere tener algo para ella sola. Tara le asegura que ella es suya. Mientras tanto, Faith registra las ropas de Buffy. Joyce (Kristina Sutherland) le dice que la pandilla la espera en casa de Giles (Anthony Stewart Head). Buffy se despierta encerrada en un coche de policía. Los hombres que llegaron al hospital la sacan del vehículo y le informan que está arrestada en nombre del Consejo de Vigilantes.
En casa de Giles, la falsa Buffy se entera de que Faith ha sido trasladada a Inglaterra. Cuando Willow anuncia su repulsión hacia Faith, ésta hace lo posible por controlar su rabia. Esa noche, Faith va al Bronze. Se encuentra con Spike (James Marsters), que cree que es Buffy. Faith se le insinúa, diciéndole que podría hacerle cosas increíbles pero no lo hace porque estaría mal, y se marcha, dejando a Spike frustrado y furioso.
En un nido de vampiros, Adam (George Hertzberg) les dice que vampiros y demonios pueden trabajar unidos. La auténtica Buffy trata de convencer al Consejo de Vigilantes de que ella no es Faith. Willow le presenta a la falsa Buffy a Tara. Faith es cruel con Tara cuando Willow las deja sola para buscar bebidas. Más tarde se marchan porque Tara no se siente bien. Willow menciona a Riley (Marc Blucas) y Faith decide visitarle.
Tara cree que la energía de Buffy estaba fragmentada, que Buffy no era Buffy. Willow y ella hacen un ritual para ver qué ha podido ocurrir. Mientras tanto, Faith ha ido a visitar a Riley y se acuesta con él. En un momento dado parece que el hechizo de Willow le afecta.
Buffy consigue huir de los Vigilantes y se dirige a la casa de Giles. Allí, intenta demostrarle que a pesar de estar en el cuerpo de Faith ella es Buffy, contándole cosas que solo ella puede saber, pero entonces llegan Willow y Tara que ya saben lo ocurrido. Les explican cómo Tara lo descubrió y que han hecho una Katra para deshacer el intercambio de cuerpos. En la televisión, ven que un grupo de ciudadanos ha sido encerrado en una iglesia por un grupo desconocido. En el aeropuerto, Faith ve la misma noticia.
En la iglesia, los secuestradores son los vampiros que Adam tomó bajo su mando. Faith aparece en el lugar. Le dice a Riley que quiere entrar y matar a algunos vampiros y entra. Buffy aparece en la iglesia y en cuanto terminan con los vampiros lucha con Faith. Buffy consigue cambiar sus cuerpos con el poder de la Katra. Faith, ya en su cuerpo, salta y escapa de la iglesia. En la habitación de Riley, Buffy le explica lo que sucedió y se queda bastante mal al saber que se acostó con Faith. 

### Análisis
Parece que hay un cambio en la actitud de Faith Lehane a raíz de salvar a una chica de los colmillos de un vampiro. Al principio parece que pasa un poco de la misión de la Cazadora pero, como ya se dijo, en la escena en la que una chica le agradece por haberla salvado de un vampiro, parece que Faith se siente satisfecha por su acción, incluso parece que haciendo un gesto con la cara indica que no está acostumbrada a eso, que no se esperaba que la chica se lo agradeciera de esa forma, y esto le llena y la lleva, en el aeropuerto y dispuesta a marcharse de Sunnydale con el cuerpo de Buffy Summers, a volver a la iglesia para, según las noticias, salvar a unos feligreses de tres vampiros que habían sido mandados por Adam. Gregory Stevenson, en Televised Morality: The Case of Buffy the Vampire Slayer encuentra significante que el momento en el que Faith «confiesa la verdad sobre sí misma y empieza a experimetar el peso de la responsabilidad moral» ocurra en una iglesia.
La historia de la homosexualidad de Willow Rosenberg y Tara Maclay parece tomar forma, aunque siempre de forma muy sublilminal, como si el creador Joss Whedon no quisiera mostrarlo directamente; pero aun así, se ve que hay roces, miradas, palabras  sobre todo en el diálogo que se presenta a continuación:

Willow: No te presento a mis amigos [...] porque quiero tener algo, ¿sabes?, mio.

Tara: Sabes que lo soy...tuya.
Tara y Willow en el cuarto de aquella, Buffy the Vampire Slayer

## Reparto

### Personajes principales
- Sarah Michelle Gellar como Buffy Summers.
- Nicholas Brendon como Xander Harris.
- Alyson Hannigan como Willow Rosenberg.
- Marc Blucas como Riley Finn.
- James Marsters como Spike.
- Anthony Stewart Head como Rupert Giles.

### Invitado especiales
- Emma Caulfield como Anya.
- Kristine Sutherland como Joyce Summers.
- Amber Benson como Tara Maclay.
- Leonard Roberts como Forrest Gates.
- George Hertzberg como Adam.
- Chet Grissom as Detective.
- Alastair Duncan como Collins.
- Eliza Dushku como Faith Lehane/Buffy Summers (acreditada como Buffy).

### Personajes secundarios
- Rick Stear como Boone.
- Jeff Ricketts como Weatherby.
- Kevin Owers como Smith.
- Amy Powell como Reportera.
- Rick Scarry como Sargento.
- Jennifer S. Albright como Date.

## Producción

### Música
- Headland - «Sweet Charlotte Rose»
- Nerf Herder - «Vivian»
- The Cure - «Watching Me Fall»

## Continuidad
Aquí se presentan los hechos que o bien influyen en la cuarta temporada exclusivamente, o bien que viniendo de episodios anteriores influyen en este. Y por último, acontecimientos que ocurren en este episodio que influyen en las demás temporadas o en alguna otra temporada.

### Para todas o las demás temporadas
- Willow hace referencia aludiendo al comportamiento de Fatih en el cuerpo de Buffy al episodio La jauría.